# Kazajistán en los Juegos Paralímpicos de Sídney 2000
Kazajistán estuvo representado en los Juegos Paralímpicos de Sídney 2000 por dos deportistas masculinos. El equipo paralímpico kazajo no obtuvo ninguna medalla en estos Juegos.